# Luigi Orlando

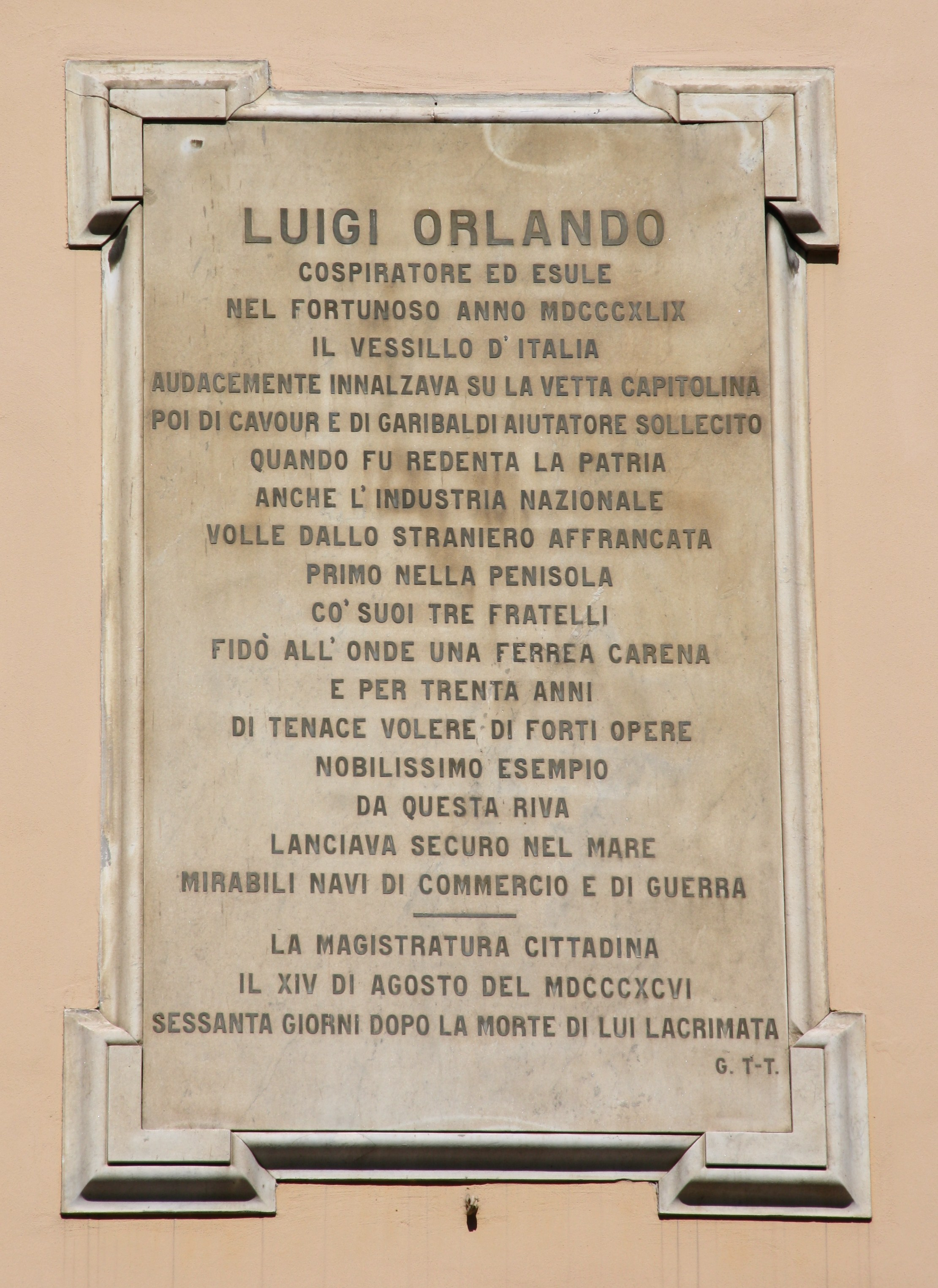

Luigi Orlando (Palermo, 2 marzo 1814 – Livorno, 14 giugno 1896) è stato un ingegnere e politico italiano.

## Biografia

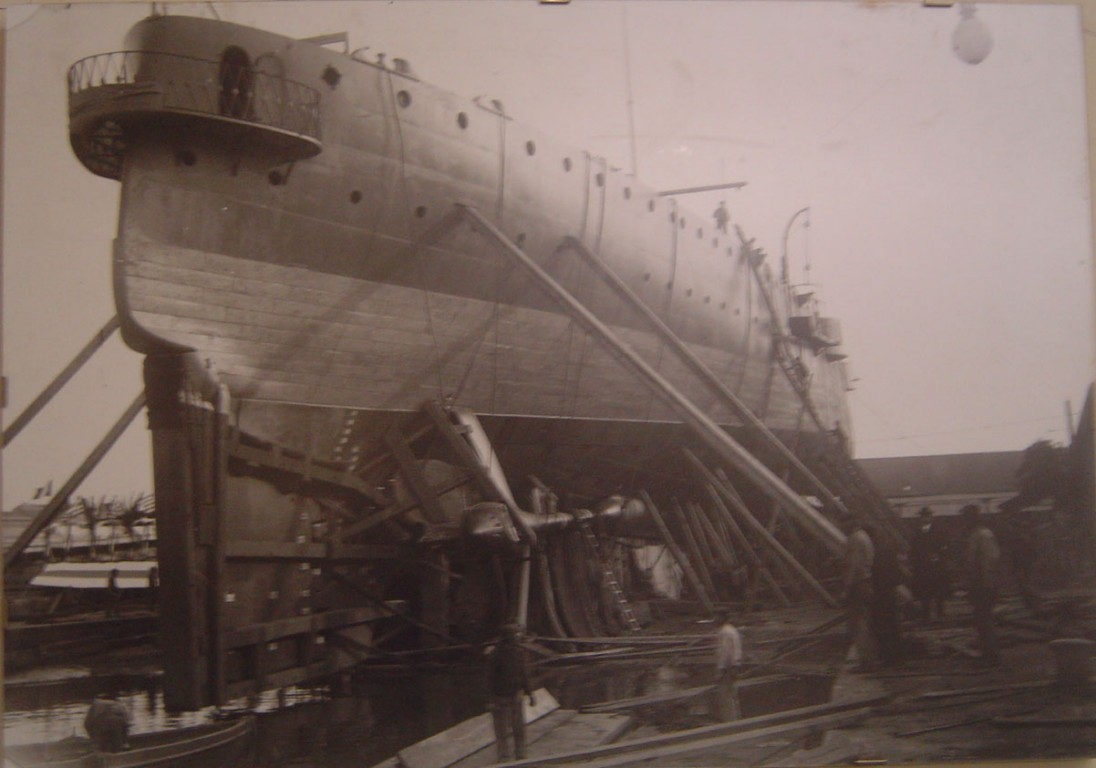
Cantiere navale Luigi Orlando: l'incrociatore corazzato Georgios Averof in costruzione, 1911.

Membro della Giovine Italia, fu senatore del Regno d'Italia nella XVII legislatura.
Ingegnere navale e patriota, già direttore dell'Arsenale di Genova, diresse anche l'Ansaldo di Sampierdarena (fu in quel periodo che l'azienda volse la propria attività verso la produzione bellica di cannoni).
Nel 1866 rilevò uno storico cantiere di Livorno, poi ribattezzato Cantiere navale Orlando. Sempre a Livorno si trova un monumento a lui dedicato, realizzato in bronzo dallo scultore Lio Gangeri nel 1898, su un basamento in granito.
Iniziato in Massoneria, fu membro della Loggia "Propaganda Massonica" di Roma e nel 1887, dopo la riunione dei due Supremi Consigli del Rito scozzese antico ed accettato di Torino e di Roma ad opera di Adriano Lemmi, diresse insieme a Giovanni Bovio ed altri il nuovo Supremo Consiglio unificato.
Luigi Orlando muore il 14 giugno 1896 nella sua villa del Pino. Il Consiglio Comunale, il 23 luglio, stabilisce di pubblicare una raccolta degli atti e scritti del fondatore del Cantiere Navale. La Giunta Municipale, il 2 gennaio 1897, affida l'incarico di redigere la biografia a Primo Levi (l'Italico), antico e provato amico dell'illustre defunto.
Il monumento in bronzo di Luigi Orlando è realizzato nel 1898 dallo scultore siciliano Lio Gangeri, direttore dell'Accademia delle Belle Arti di Carrara. È fuso nelle officine del Cantiere Navale di Livorno sotto la direzione del fonditore Gallino di Genova. La statua poggia su un piedistallo di granito di Bavero.
Fu padre di Maria, che sposò il livornese Giuseppe Kaiser, dalla quale ebbe le nipoti Margherita e Olga Kaiser Parodi Orlando. Margherita è più nota come Maria Orlando, crocerossina morta a Trieste il 1º dicembre 1918, a seguito della spagnola contratta durante la prima guerra mondiale. La nipote di Orlando è l'unica donna, tra centomila soldati, ad essere sepolta al Sacrario di Redipuglia.